# Mszana Dolna (comune rurale)
Mszana Dolna è un comune rurale polacco del distretto di Limanowa, nel voivodato della Piccola Polonia.
Ricopre una superficie di 169,83 km² e nel 2004 contava 16 358 abitanti.
Il capoluogo è Mszana Dolna, che non fa parte del territorio ma costituisce un comune a sé.